# آر تي فرنسا (شبكة تلفاز)
آر تي فرنسا (بالفرنسية: RT France)‏ هي الفرع الناطق بالفرنسية والواقع في فرنسا، من شبكة تلفاز آر تي الروسية.
كشفت شبكة تلفاز آر تي RT في أواخر عام 2015 عن رغبتها في تطوير شبكتها التلفزيونية بين الجمهور الناطق بالفرنسية في دول مثل فرنسا وبلجيكا وسويسرا. وقد تم إطلاق القناة في 18 ديسمبر 2017، بثت في فرنسا وبلجيكا وكندا والبحر الأبيض المتوسط. وتشغل كسينيا فيدوروفا حاليًا منصب الرئيس ومدير الأخبار في القناة.